# Pravda o dinosaurech
Pravda o dinosaurech nebo též  Vláda dinosaurů (v anglickém originále Dinosaur Revolution) je čtyřdílný americký pseudo-dokument o životě neptačích dinosaurů. Poprvé byl vysílán 4. a 11. září 2011 na kanálu Discovery Channel. Dokument zobrazuje dinosaury v moderním pojetí, mnozí teropodi jsou například opeření a počítačovou animací dovedeni k velmi modernímu vzhledu a způsobům chování. V dokumentu se objevují také mnohé nové druhy dinosaurů, které nejsou obecně příliš známé. Známější druhy, jako je obří teropod Tyrannosaurus rex, jsou pak zobrazováni novým způsobem a objevují se v neobvyklých situacích (při péči o mláďata, lovu, námluvách apod.). Kromě dinosaurů se v dokumentu objevují také další pravěcí živočichové, žijící v jejich době (amoniti, ptakoještěři, mosasauři, pravěcí savci, rauisuchové ad.). V češtině byl tento film vydán pod názvem Pravda o dinosaurech.

## Dinosauři v dokumentu
- Eoraptor
- Triceratops
- Tyrannosaurus
- Gigantoraptor
- Cryolophosaurus
- Glacialisaurus
- Allosaurus
- Torvosaurus
- Draconyx
- Utahraptor
- Guanlong
- Sinraptor
- Velociraptor
- Protoceratops
- Ankylosaurus
- Troodon
- Pachycephalosaurus
- Shunosaurus
- Majungasaurus
- Rapetosaurus
- Rahonavis
- Cedarosaurus
- Miragaia
- Lusotitan
- Dinheirosaurus
- Ornitholestes

## Jiní živočichové v dokumentu
- Inostrancevia
- Ischigualastia
- Saurosuchus
- Probelesodon
- Zalambdalestes
- Tylosaurus
- Squalicorax
- Rhamphorhynchus
- Beelzebufo
- Castorocauda
- Volaticotherium
- Anhanguera
- Amoniti
- Ptakoještěři
- Savci
- Hmyz